# Shy Girls
《Shy Girls》（シャイガールズ）是由King Records於2010年2月10日發行的單曲。它是日本電視動畫《青春CUP》的片尾曲，收錄了在同作品中擔任主角的聲優茅原實里、壽美菜子、矢作紗友里、日笠陽子所獻唱的單曲。

## 收錄曲
1. Shy Girls
作詞:蒼井琉々 / 作曲・編曲:宮崎誠
電視動畫《青春CUP》片尾曲
2. We Know
3. Shy Girls（off vocal ver.）
4. We Know（off vocal ver.）

## 外部連結
- 電視動畫官方網站（页面存档备份，存于）